# Dimastigosporium musimonum
Dimastigosporium musimonum är en svampart som beskrevs av Faurel & Schotter 1965. Dimastigosporium musimonum ingår i släktet Dimastigosporium, divisionen sporsäcksvampar och riket svampar.   Inga underarter finns listade i Catalogue of Life.